# 府中本町站
府中本町站（日语：／ Fuchū-honmachi eki */?）位於日本東京都府中市本町一丁目，是東日本旅客鐵道（JR東日本）的鐵路車站。

## 停站路線
此站有南武線與武藏野線2條路線停靠，當中此站是南武線的所屬線。武藏野線的定期旅客列車以此站為起點。此站往鶴見側是貨物線（通稱「武藏野南線」）。南武線的車站編號是JN 20，武藏野線是JM 35。

## 車站構造
府中本町車站是一地面車站，其中南武線部分配置了兩座側式月台兩條乘車線，武藏野線部分則是一座島式月台兩條乘車線。為了配合要至鄰近的東京競馬場而在此站上下車的大量旅客，此站設置有巨大的临时检票口，以容納尖峰時間數量龐大的旅客量。

### 月台配置
| 月台   | 路線          | 方向 | 目的地                               |
| ------ | ------------- | ---- | ------------------------------------ |
| 1      | 南武線        | 上行 | 登戶、武藏小杉、川崎方向             |
| 通過線 | ■武藏野貨物線 | 上行 | 梶谷貨物總站、鶴見、橫濱方向         |
| 2      | 武藏野線      | 上行 | （下車月台）                         |
| 3      | 武藏野線      | 下行 | 西國分寺、南浦和、新松戶、西船橋方向 |
| 通過線 | ■武藏野貨物線 | 下行 | 新座、大宮方向                       |
| 4      | 南武線        | 下行 | 分倍河原、立川方向                   |

（來源：JR東日本:車站構內圖 （页面存档备份，存于））

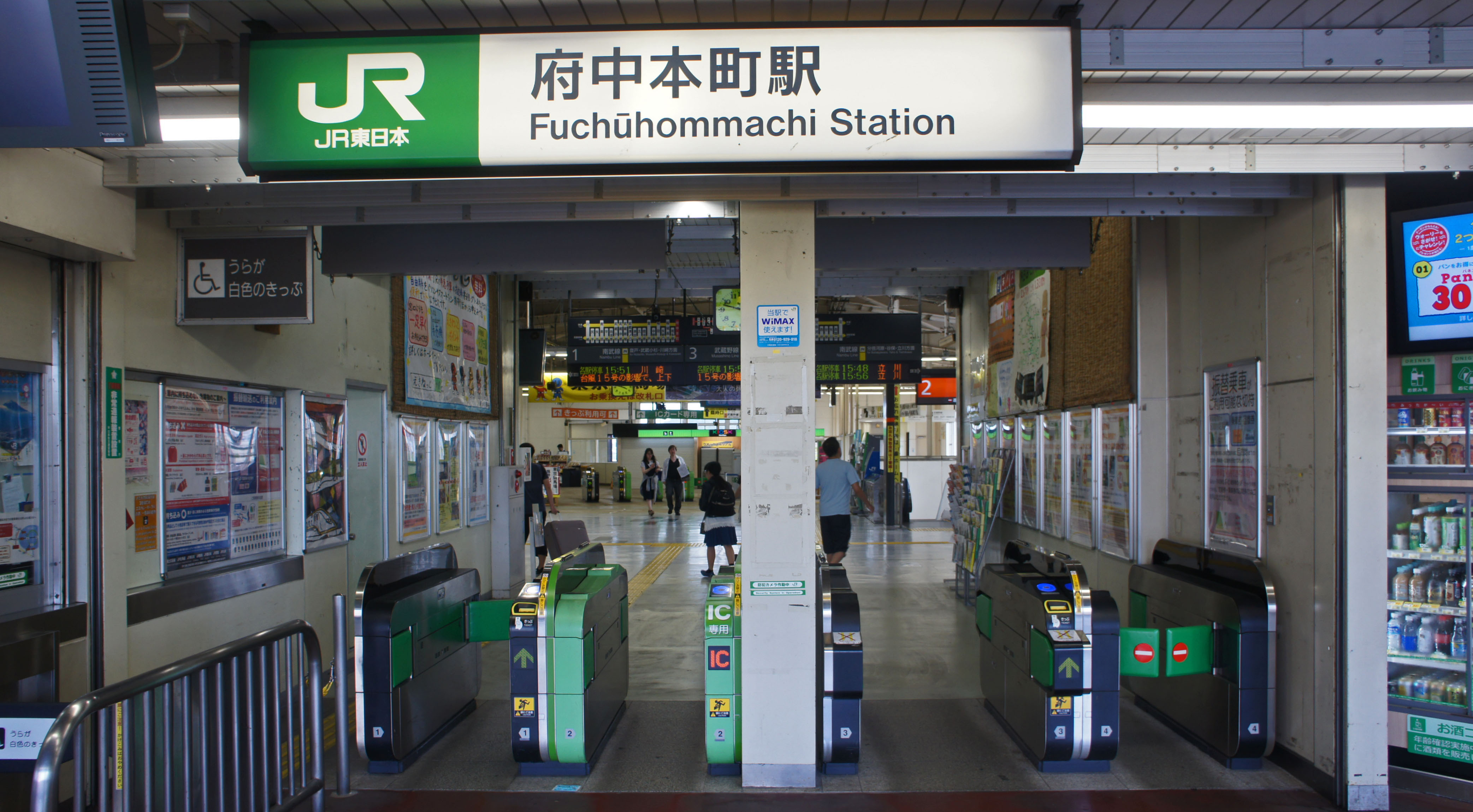
閘口
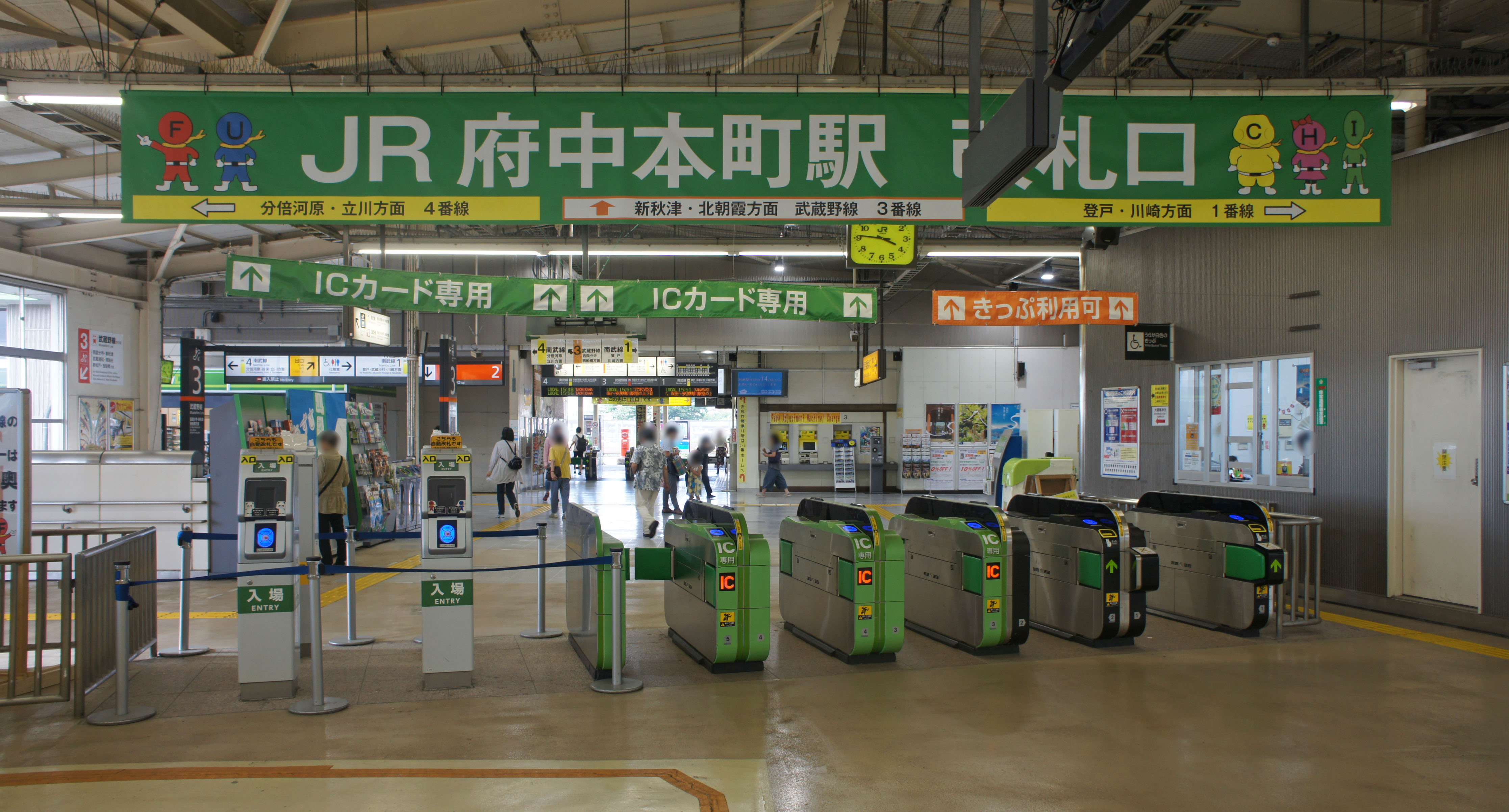
臨時閘口（只限東京賽馬場舉辦賽馬時營業）
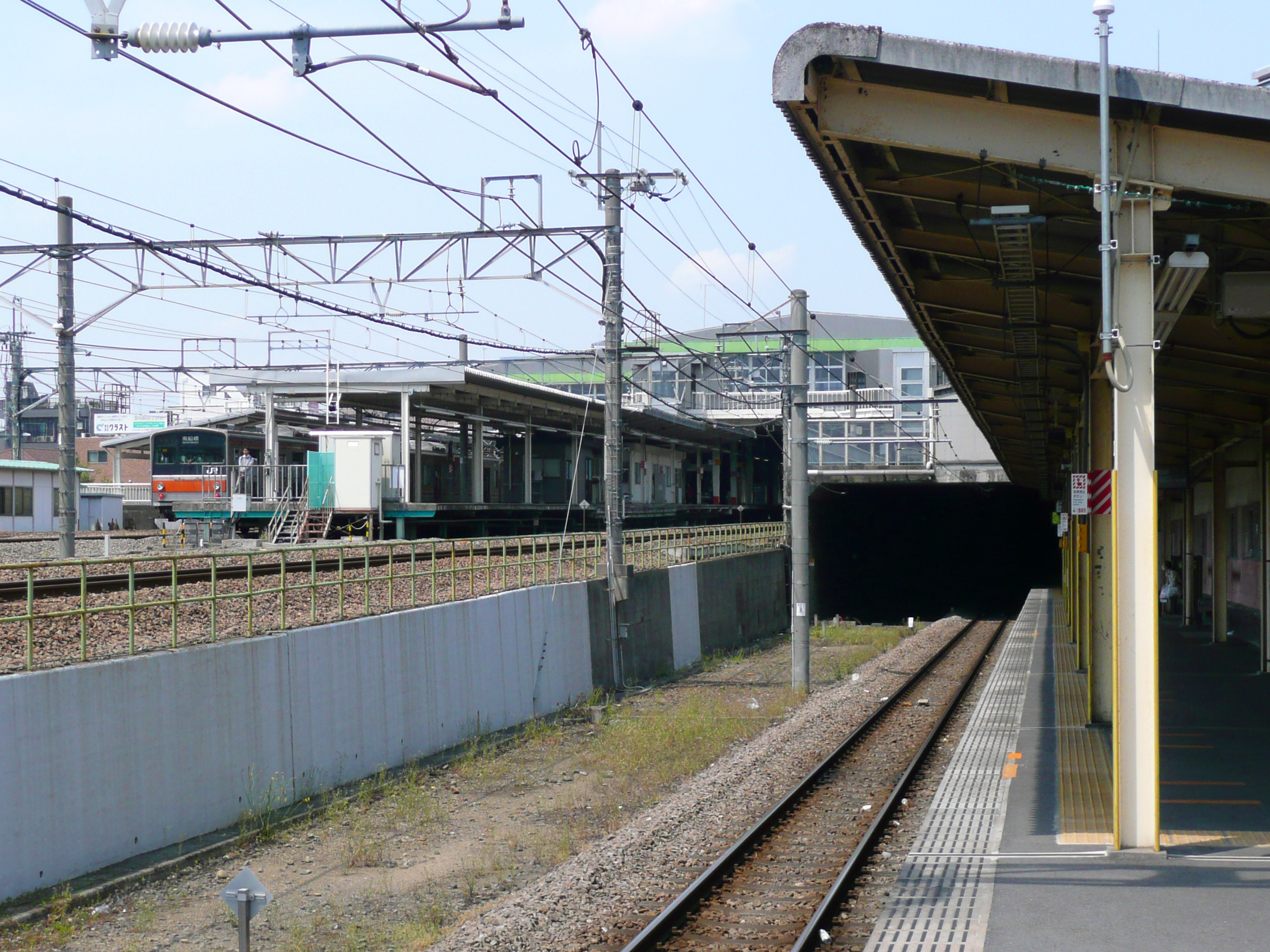
1號月台望向2、3號月台。
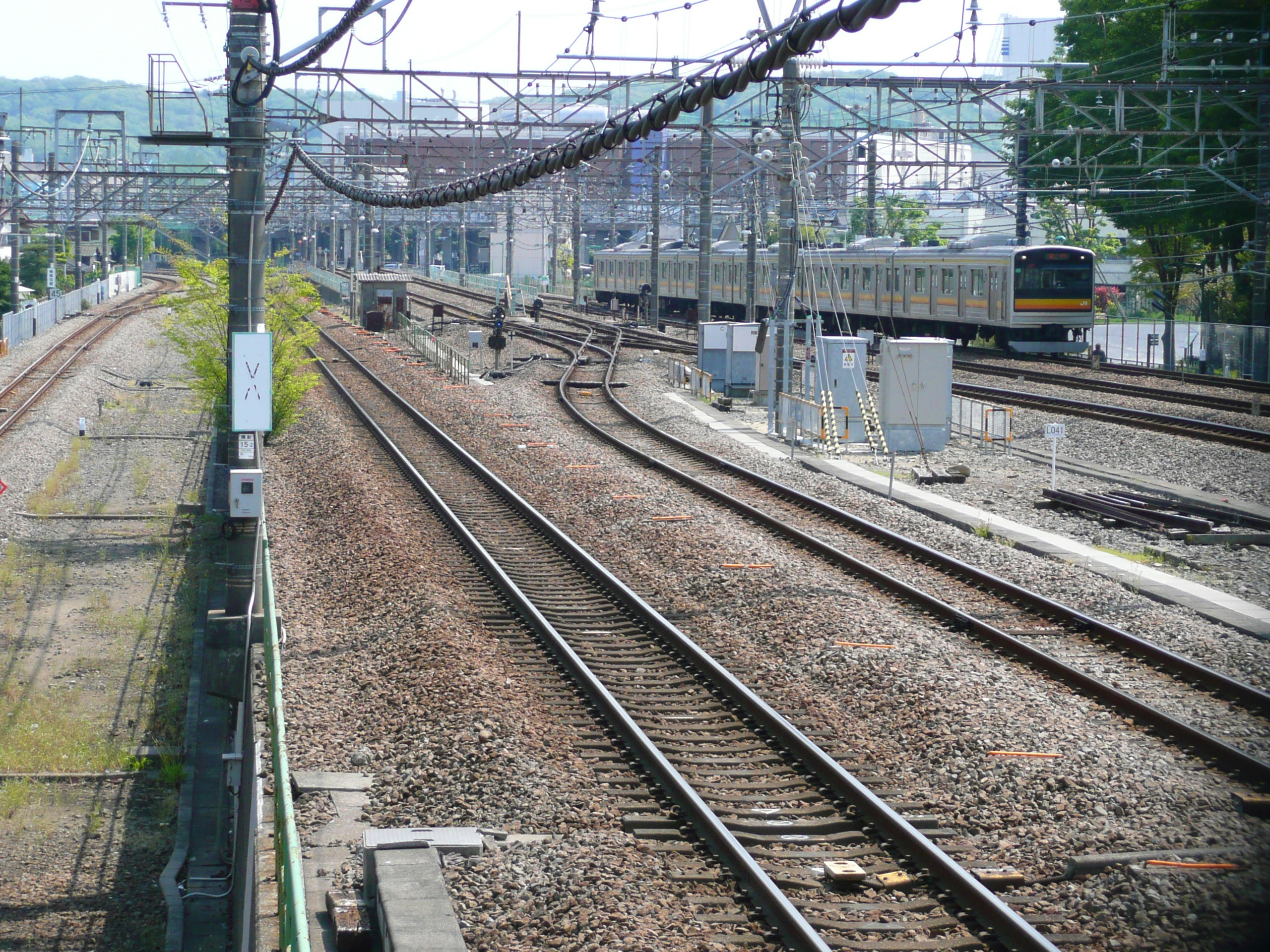
左起南武線上行、武藏野線上行本線、上行旅客線（後方為渡線）、下行旅客線、下行本線、南武線下行。
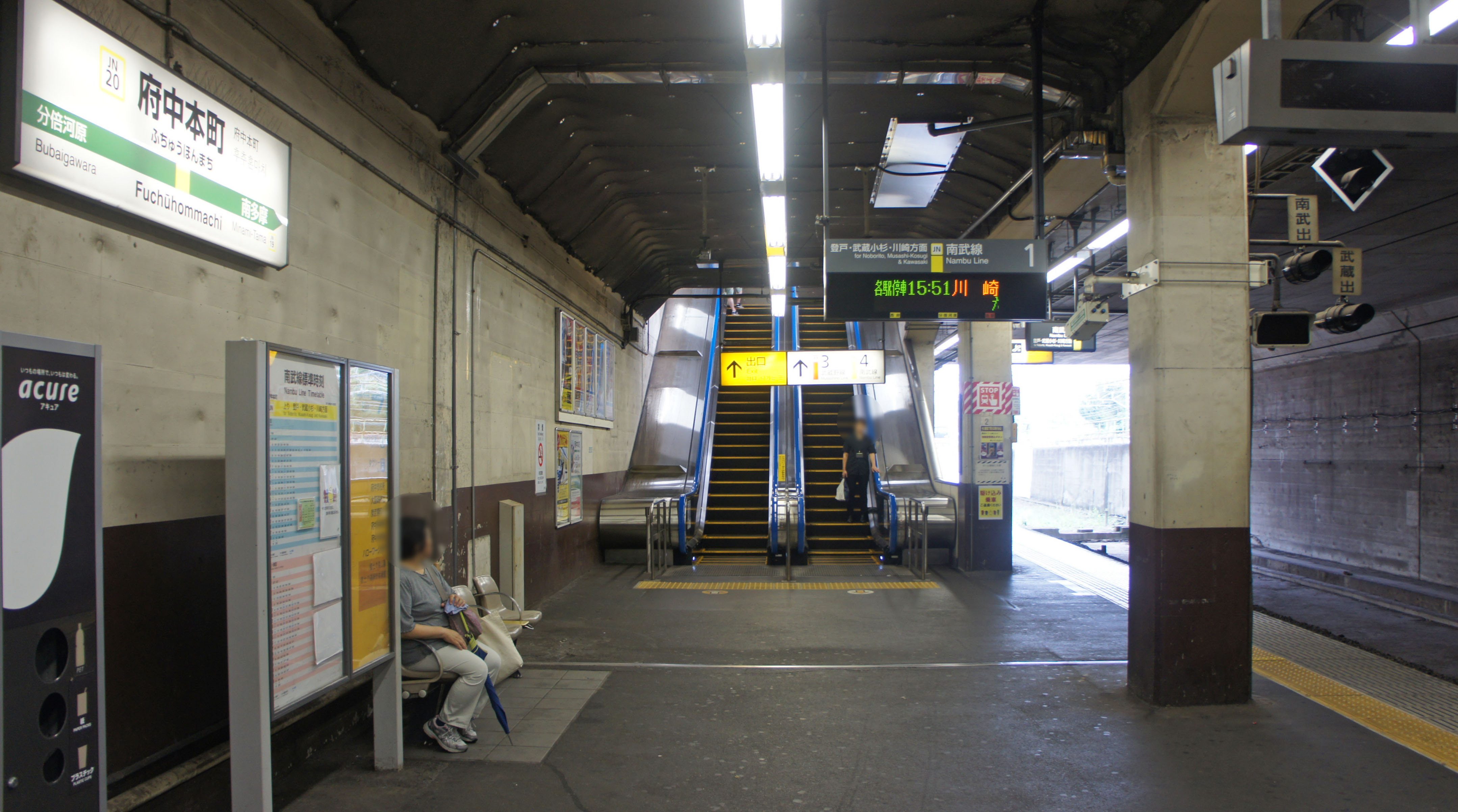
1號月台（南武線）
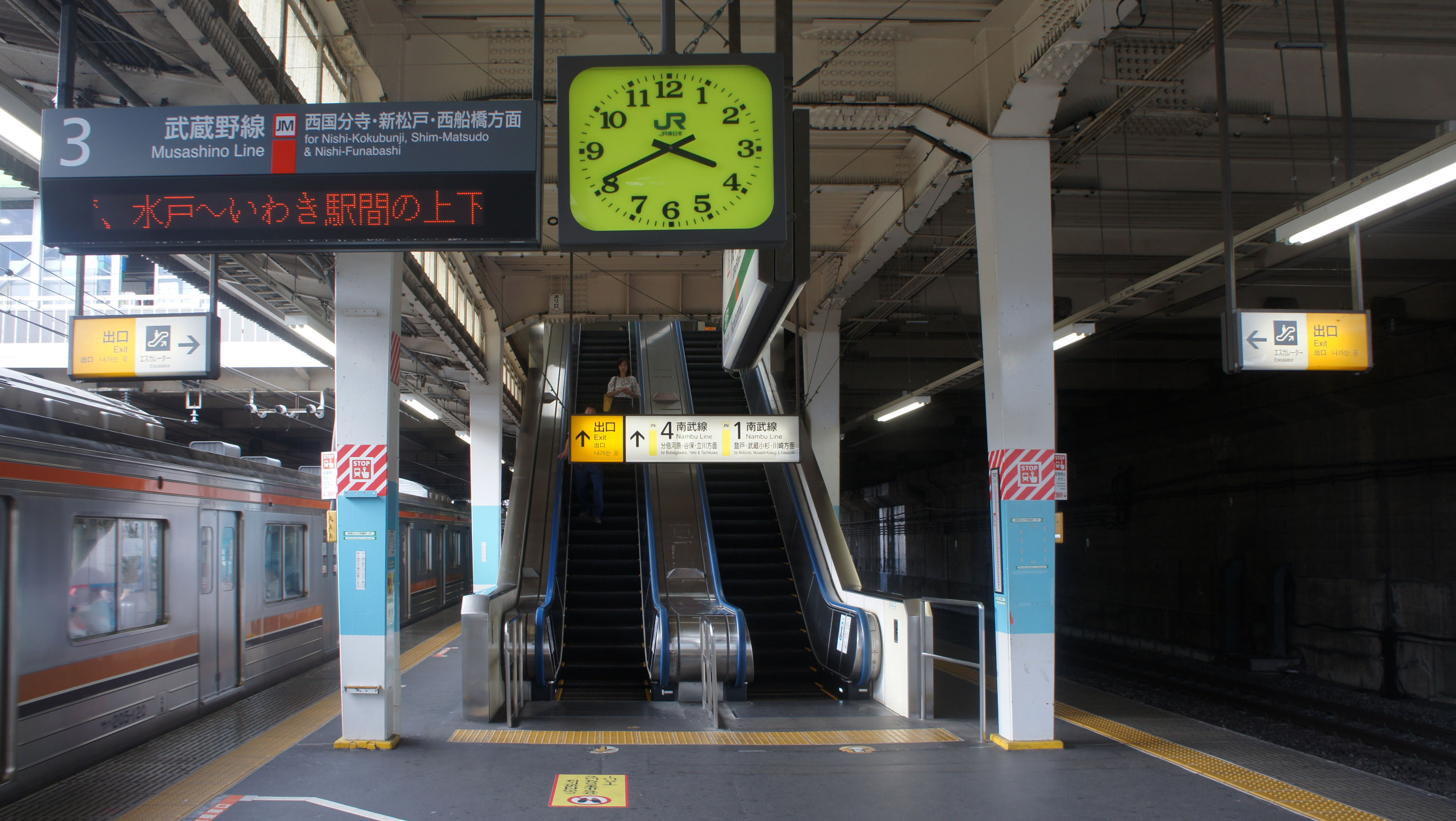
2、3號月台（武藏野線）
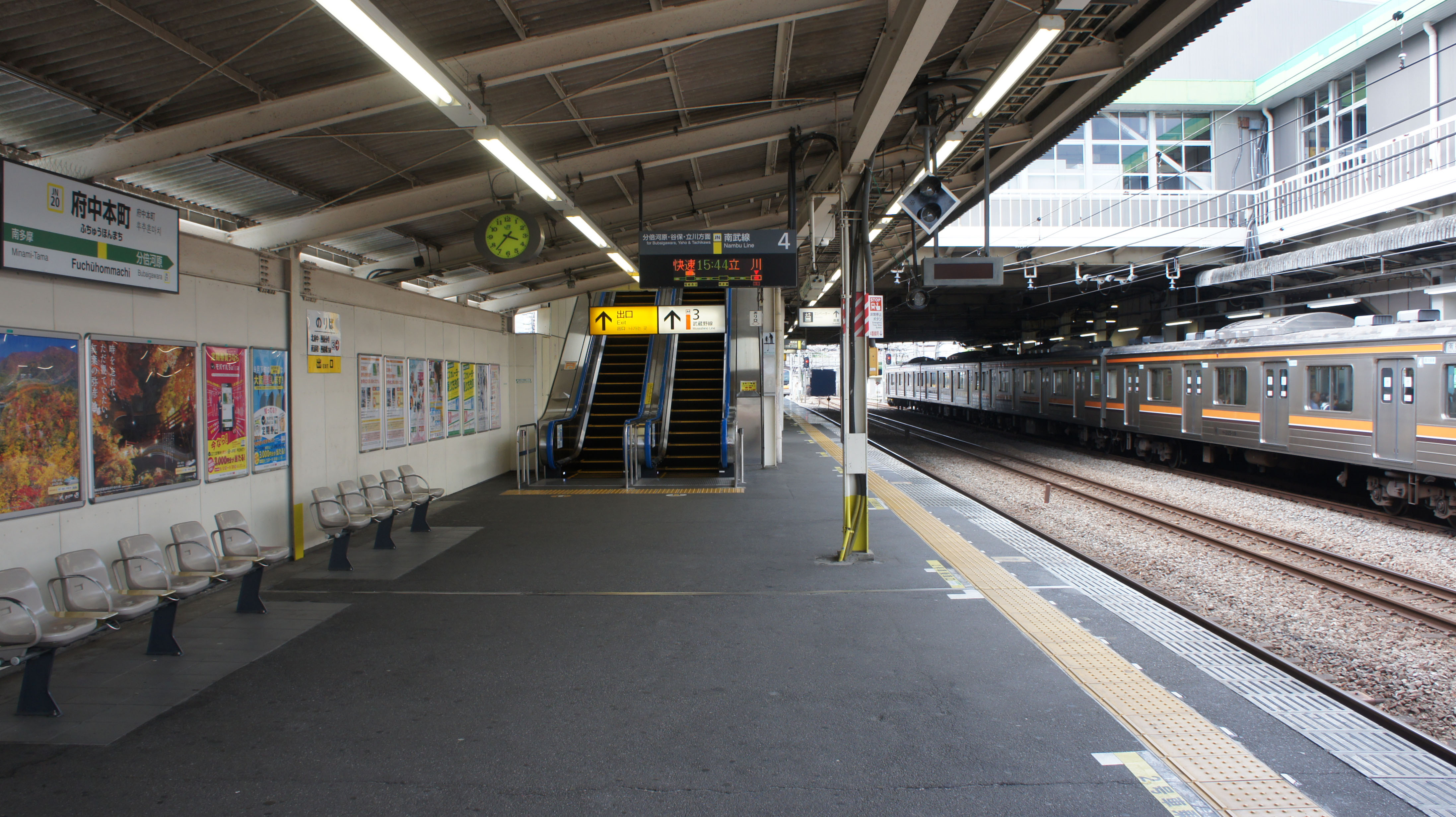
4號月台（南武線）

### 配置圖
|                     | ↑ 立川方向                       |                 |
| ← 梶谷貨物總站 方向 | JR東日本 府中本町站 鐵道配線略圖 | → 西國分寺 方向 |
|                     | ↓ 登戶、武藏小杉方向             |                 |
| 图例 参考文献：     |                                  |                 |

## 使用情況
2019年（令和元年）度的1日平均上車人次為17,126人。平日（尤其早晚）有很多南武線與武藏野線的轉乘客。
近年的推移如下表。
| 年度               | 1日平均 上車人次 | 來源     |
| ------------------ | ---------------- | -------- |
| 1990年（平成02年） | 13,181           | [ * 1 ]  |
| 1991年（平成03年） | 13,702           | [ * 2 ]  |
| 1992年（平成04年） | 15,318           | [ * 3 ]  |
| 1993年（平成05年） | 16,666           | [ * 4 ]  |
| 1994年（平成06年） | 18,301           | [ * 5 ]  |
| 1995年（平成07年） | 18,883           | [ * 6 ]  |
| 1996年（平成08年） | 19,258           | [ * 7 ]  |
| 1997年（平成09年） | 18,713           | [ * 8 ]  |
| 1998年（平成10年） | 18,381           | [ * 9 ]  |
| 1999年（平成11年） | 18,126           | [ * 10 ] |
| 2000年（平成12年） | 17,300           | [ * 11 ] |
| 2001年（平成13年） | 17,000           | [ * 12 ] |
| 2002年（平成14年） | 16,371           | [ * 13 ] |
| 2003年（平成15年） | 17,128           | [ * 14 ] |
| 2004年（平成16年） | 17,006           | [ * 15 ] |
| 2005年（平成17年） | 16,965           | [ * 16 ] |
| 2006年（平成18年） | 17,037           | [ * 17 ] |
| 2007年（平成19年） | 17,454           | [ * 18 ] |
| 2008年（平成20年） | 17,543           | [ * 19 ] |
| 2009年（平成21年） | 17,304           | [ * 20 ] |
| 2010年（平成22年） | 16,686           | [ * 21 ] |
| 2011年（平成23年） | 16,565           | [ * 22 ] |
| 2012年（平成24年） | 16,922           | [ * 23 ] |
| 2013年（平成25年） | 17,138           | [ * 24 ] |
| 2014年（平成26年） | 17,079           | [ * 25 ] |
| 2015年（平成27年） | 17,209           | [ * 26 ] |
| 2016年（平成28年） | 17,321           | [ * 27 ] |
| 2017年（平成29年） | 17,454           | [ * 28 ] |
| 2018年（平成30年） | 17,489           | [ * 29 ] |
| 2019年（令和元年） | 17,126           |          |

## 車站周邊

### 周邊車站
- 京王電鐵
  - 京王線：東府中站、府中站、分倍河原站（南武線）
  - 京王競馬場線：府中競馬正門前站

### 行政
- 府中市政府
- 府中市立宮町圖書館
- 府中市立片町圖書館

### 歷史遺跡、公園
- 府中御殿遺址
- 大國魂神社
- 安養寺
- 府中市鄉土之森博物館
- 鄉土之森公園

### 郵政、金融機關
- 府中本町二郵政局
- 三菱東京UFJ銀行 府中支店
- 三井住友銀行 府中支店
- 多摩信用金庫 府中支店

### 其他
- 伊勢丹府中店
- 三得利武藏野啤酒工場
- 東京競馬場
- 多摩川賽艇場
- 大東京綜合批發中心

### 巴士路線
府中本町站
位於站前廣場西側。
- 往多摩川賽艇場（西武巴士，只在賽事舉行日運行）

本町二丁目
- 府52：鄉土之森綜合體育館（經分倍河原站、南町2丁目）／府中站（京王巴士中央）
- 南町、四谷循環：四谷苑西（經分倍河原站、南町2丁目、中河原站）／府中站（府中市社區巴士「中巴士」）

## 相鄰車站
東日本旅客鐵道（JR東日本）
 南武線
■快速
稻城長沼（JN 18）－府中本町（JN 20）－分倍河原（JN 21）
■各站停車
南多摩（JN 19）－府中本町（JN 20）－分倍河原（JN 21）
- 此外，此站南側南武線下行線至武藏野線的下穿位置曾設有南武是政站。

 武藏野線（旅客營業路段）
北府中（JM 34）－府中本町（JM 35）
武藏野線（貨物專用路段）
（貨）梶谷貨物總站－府中本町

### 使用情況
JR東日本的2000年度以後的上車人次
1. ↑  各駅の乗車人員（2000年度） （页面存档备份，存于） - JR東日本
2. ↑  各駅の乗車人員（2001年度） （页面存档备份，存于） - JR東日本
3. ↑  各駅の乗車人員（2002年度） （页面存档备份，存于） - JR東日本
4. ↑  各駅の乗車人員（2003年度） （页面存档备份，存于） - JR東日本
5. ↑  各駅の乗車人員（2004年度） （页面存档备份，存于） - JR東日本
6. ↑  各駅の乗車人員（2005年度） （页面存档备份，存于） - JR東日本
7. ↑  各駅の乗車人員（2006年度） （页面存档备份，存于） - JR東日本
8. ↑  各駅の乗車人員（2007年度） （页面存档备份，存于） - JR東日本
9. ↑  各駅の乗車人員（2008年度） （页面存档备份，存于） - JR東日本
10. ↑  各駅の乗車人員（2009年度） （页面存档备份，存于） - JR東日本
11. ↑  各駅の乗車人員（2010年度） （页面存档备份，存于） - JR東日本
12. ↑  各駅の乗車人員（2011年度） （页面存档备份，存于） - JR東日本
13. ↑  各駅の乗車人員（2012年度） （页面存档备份，存于） - JR東日本
14. ↑  各駅の乗車人員（2013年度） （页面存档备份，存于） - JR東日本
15. ↑  各駅の乗車人員（2014年度） （页面存档备份，存于） - JR東日本
16. ↑  各駅の乗車人員（2015年度） （页面存档备份，存于） - JR東日本
17. ↑  各駅の乗車人員（2016年度） （页面存档备份，存于） - JR東日本
18. ↑  各駅の乗車人員（2017年度） （页面存档备份，存于） - JR東日本
19. ↑  各駅の乗車人員（2018年度） （页面存档备份，存于） - JR東日本
20. ↑  各駅の乗車人員（2019年度） （页面存档备份，存于） - JR東日本

東京都統計年鑑
1. ↑  .   [2020-07-27]. （原始内容存档于2016-03-05）.
2. ↑  .   [2020-07-27]. （原始内容存档于2016-03-05）.
3. ↑  .   [2018-01-25]. （原始内容存档于2013-08-15）.
4. ↑  .   [2018-01-25]. （原始内容存档于2013-02-03）.
5. ↑  .   [2018-01-25]. （原始内容存档于2013-02-03）.
6. ↑  .   [2018-01-25]. （原始内容存档于2013-02-03）.
7. ↑  .   [2018-01-25]. （原始内容存档于2013-02-03）.
8. ↑  .   [2018-01-25]. （原始内容存档于2016-03-04）.
9. ↑  東京都統計年鑑（平成10年）PDF
10. ↑  東京都統計年鑑（平成11年）PDF
11. ↑  .   [2018-01-25]. （原始内容存档于2016-03-04）.
12. ↑  .   [2018-01-25]. （原始内容存档于2016-03-04）.
13. ↑  .   [2018-01-25]. （原始内容存档于2017-07-29）.
14. ↑  .   [2018-01-25]. （原始内容存档于2017-07-29）.
15. ↑  .   [2018-01-25]. （原始内容存档于2017-07-29）.
16. ↑  .   [2018-01-25]. （原始内容存档于2017-07-29）.
17. ↑  .   [2018-01-25]. （原始内容存档于2017-07-29）.
18. ↑  .   [2018-01-25]. （原始内容存档于2017-07-29）.
19. ↑  .   [2018-01-25]. （原始内容存档于2017-07-29）.
20. ↑  .   [2018-01-25]. （原始内容存档于2016-03-26）.
21. ↑  .   [2018-01-25]. （原始内容存档于2016-03-27）.
22. ↑  .   [2018-01-25]. （原始内容存档于2016-03-25）.
23. ↑  .   [2018-01-25]. （原始内容存档于2016-03-27）.
24. ↑  .   [2018-01-25]. （原始内容存档于2016-03-22）.
25. ↑  .   [2018-01-25]. （原始内容存档于2017-07-30）.
26. ↑  .   [2018-01-25]. （原始内容存档于2018-11-09）.
27. ↑  .   [2020-07-27]. （原始内容存档于2019-05-02）.
28. ↑  .   [2020-07-27]. （原始内容存档于2019-12-03）.
29. ↑  .   [2020-07-27]. （原始内容存档于2020-08-04）.

## 延伸閱讀
- 三好好三; 垣本泰宏. . JTBパブリッシング. 2010-02-01.

## 外部連結
- 車站資訊（府中本町）：東日本旅客鐵道

35°39′58.3″N 139°28′37.9″E / 35.666194°N 139.477194°E